# Campiglia Cervo
Campiglia Cervo (Campija in piemontese) è un comune italiano di 501 abitanti della provincia di Biella in Piemonte.
Dal 1º gennaio 2016 il comune di Campiglia Cervo costituisce di fatto un nuovo comune, frutto della fusione tra il precedente (con lo stesso nome) e gli ex-comuni di Quittengo e San Paolo Cervo.

## Geografia fisica

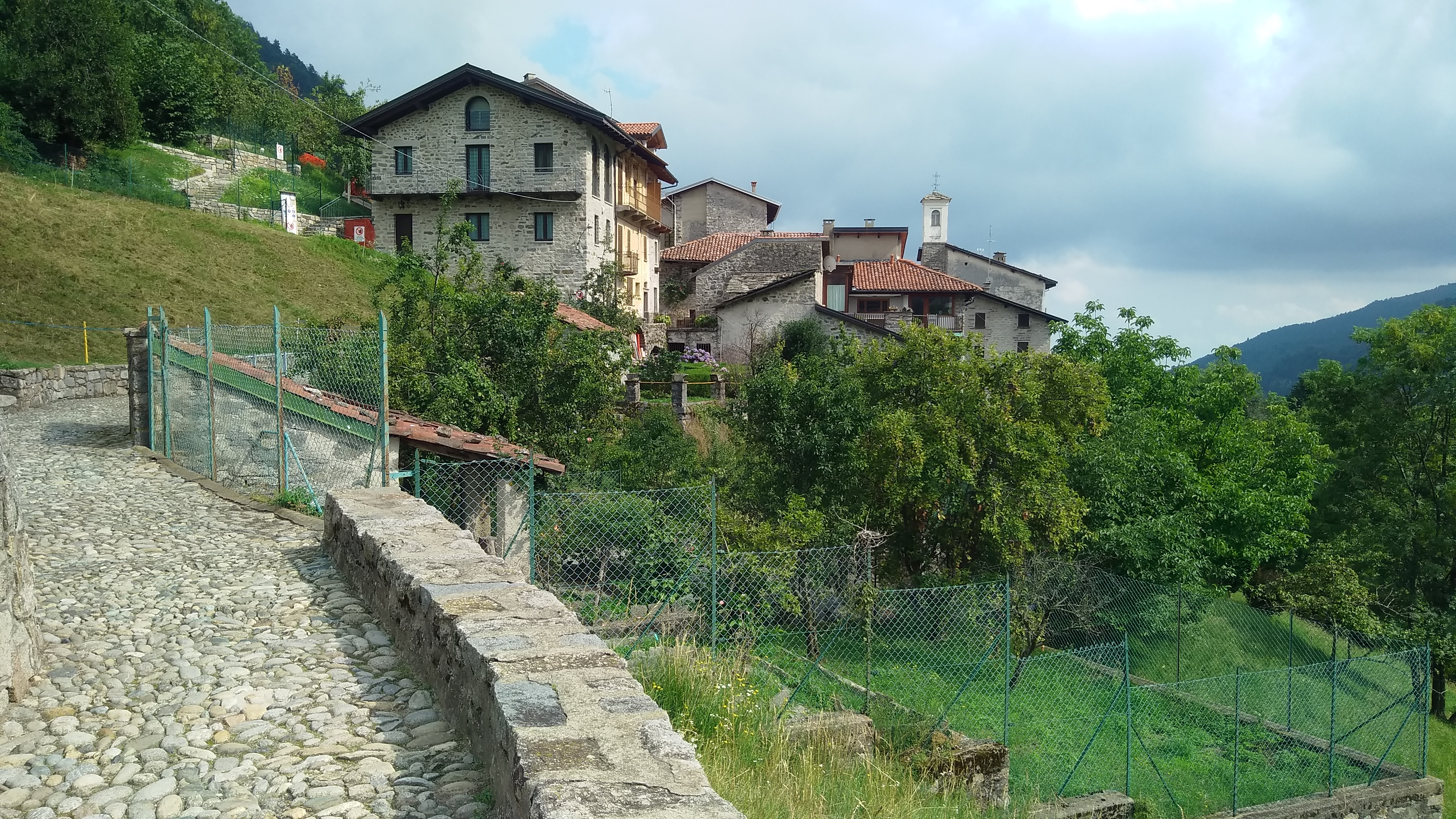
Frazione di Sassaia

Il territorio comunale di Campiglia è disposto ai due lati del Torrente Cervo, sulle rive del quale, in località Bogna, si tocca la minima quota altimetrica (ca. 600 m s.l.m.). La quota massima è invece costituita dai 2.229 m del Monte Tovo.
In destra idrografica il comune comprende la valletta bagnata dal Rio degli Ondini, alle falde del Monte Mazzaro (1739 m s.l.m.), e si spinge poi verso ovest in direzione della Punta della Gragliasca senza però raggiungere il confine tra Piemonte e Valle d'Aosta. In sinistra idrografica ricade invece in comune di Campiglia il vallone Concabbia, che dalla Punta del Cravile scende verso il Cervo passando tra le frazioni Forgnengo e Piaro.

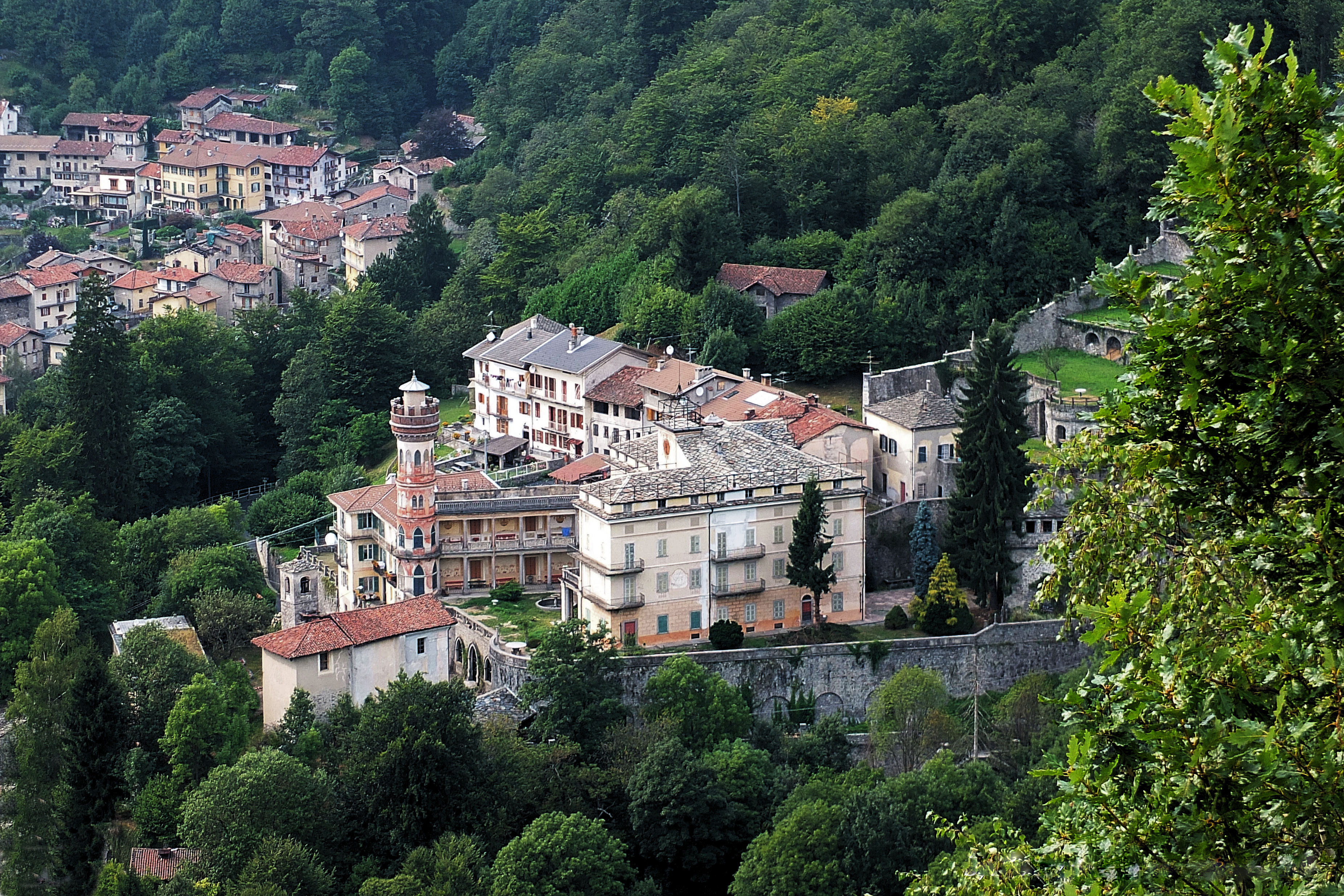
Roreto

Il capoluogo e alcune delle principali frazioni (Quittengo, Balma, Rialmosso, Valmosca, Forgnengo e Piaro) sono situate in sinistra idrografica della valle, che gode di un'esposizione al sole più favorevole (la cosiddetta banda sulia).
- Classificazione sismica: zona 4 (sismicità molto bassa)[7]

## Origini del nome
Campiglia deriva dal latino campus (terra adatta alla coltivazione) mentre il Cervo è il torrente che lambisce il paese.

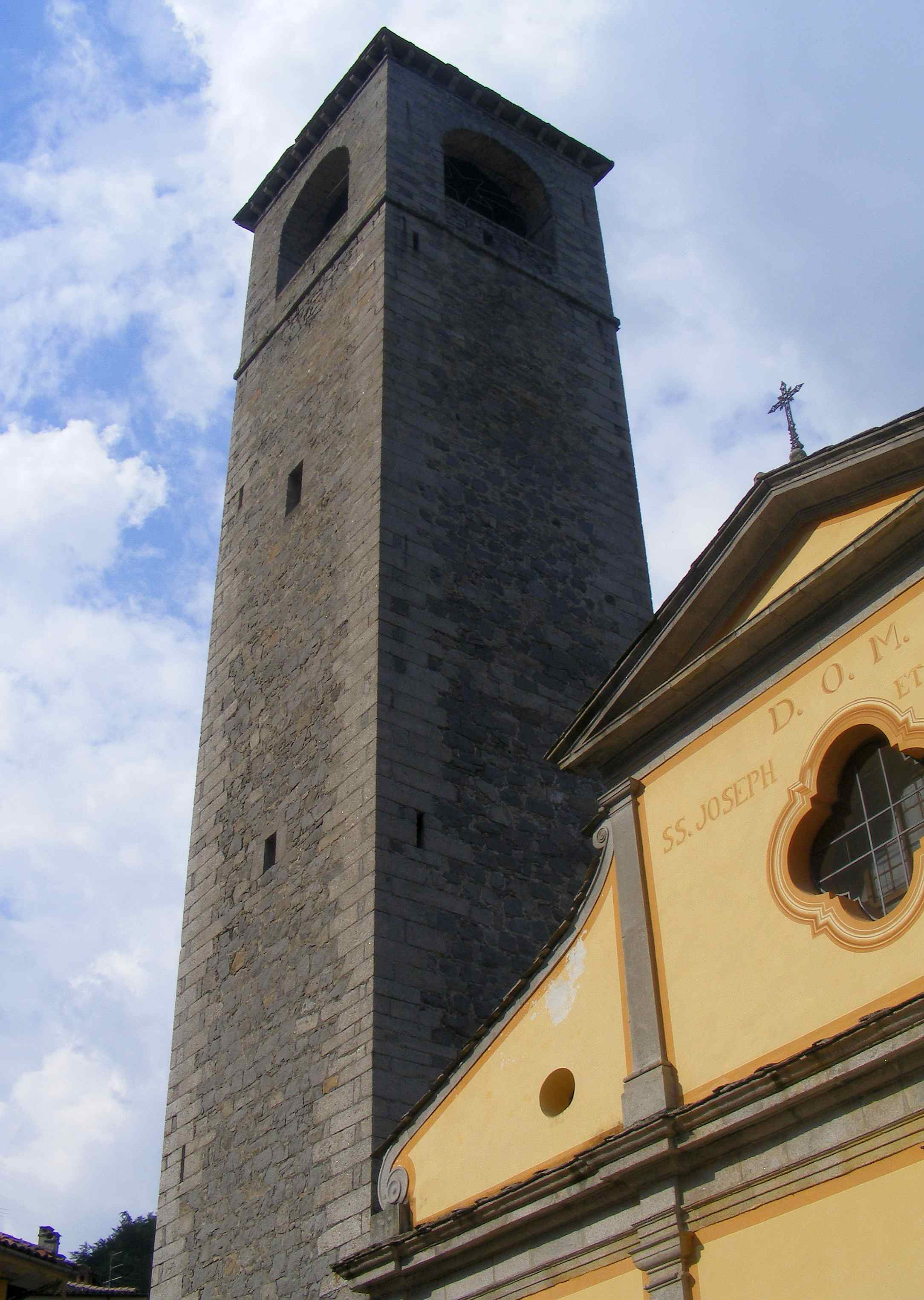
Il campanile

## Storia
Le prime notizie su Campiglia risalgono al 1207, quando in una bolla del papa Innocenzo III viene citata l'esistenza di una chiesa dedicata a San Martino.
Il comune nacque il 22 agosto 1694, data a partire dalla quale l'alta Valle Cervo divenne autonoma da Andorno ed ebbe come capoluogo Campiglia. Gli altri centri della vallata ottennero però a loro volta in breve la propria autonomia comunale anche a causa delle difficoltose comunicazioni invernali tra i vari centri abitati.

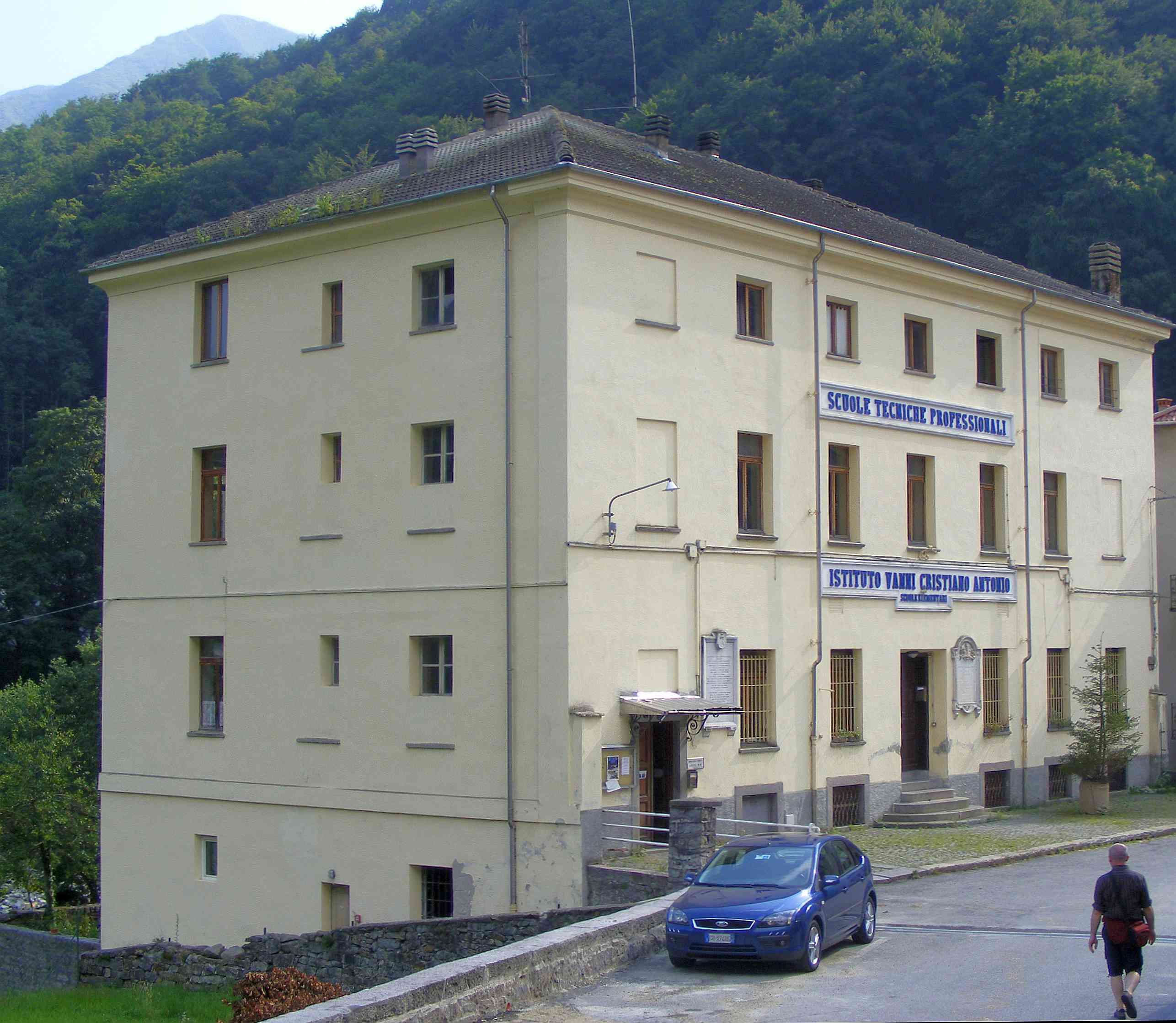
Le scuole tecniche

Tra il 1860 e il 1870 l'ingegner Alessandro Mazzucchetti realizzò in paese la Scuola tecnica professionale di costruzioni edili e stradali, nata da un'idea di Camillo Benso di Cavour e fortemente sostenuta dalla popolazione locale. La scuola fu per circa un secolo un importante riferimento per tutta la Valle Cervo nella formazione di manodopera specializzata in campo edilizio, una funzione di primo piano per una zona la cui popolazione maschile emigrava per periodi più o meno lunghi dell'anno per lavorare nei cantieri in Italia e all'estero.
Nel 1871 fu fondata a Campiglia la Società operaia di mutuo soccorso della Valle Cervo la quale, gestendo un negozio di alimentari, un forno e un'osteria, per molti decenni fu in grado di mantenere bassi i prezzi dei generi alimentari e di garantire ai propri associati e ai loro eredi assistenza in caso di malattia o di altre necessità contingenti. A partire dal primo gennaio 2016, il comune di Campiglia incorpora anche i due ex-comuni limitrofi di San Paolo Cervo e Quittengo.

### Simboli
Lo stemma civico, concesso con il decreto del presidente della Repubblica dell'8 marzo 2017, rappresenta la nuova realtà creatasi dalla fusione di Campiglia Cervo con Quittengo e San Paolo Cervo, includendo i simboli della storia e della geografia dei territori che lo compongono:
Lo scudo è diviso in diagonale, con una parte azzurra ed una d'oro a rappresentare con i colori freddo e caldo rispettivamente il versante orografico sinistro e destro della Valle chiamati Banda Veja e Banda Soulia. È presente il simbolo storico della Bürsch: cioè gli orsi che sostengono un albero di faggio. Le tre stelle rappresentano i tre comuni che si sono uniti.
Il gonfalone è un drappo partito di giallo e di verde.
Il precedente stemma di Campiglia Cervo, concesso con il regio decreto del 24 agosto 1941, si blasonava: di rosso, alla daga romana d'argento, manicata d'oro, posta in palo, sormontata dalla legenda: Campiglia Bugellensium. Il gonfalone era un drappo di azzurro.

## Monumenti e luoghi d'interesse

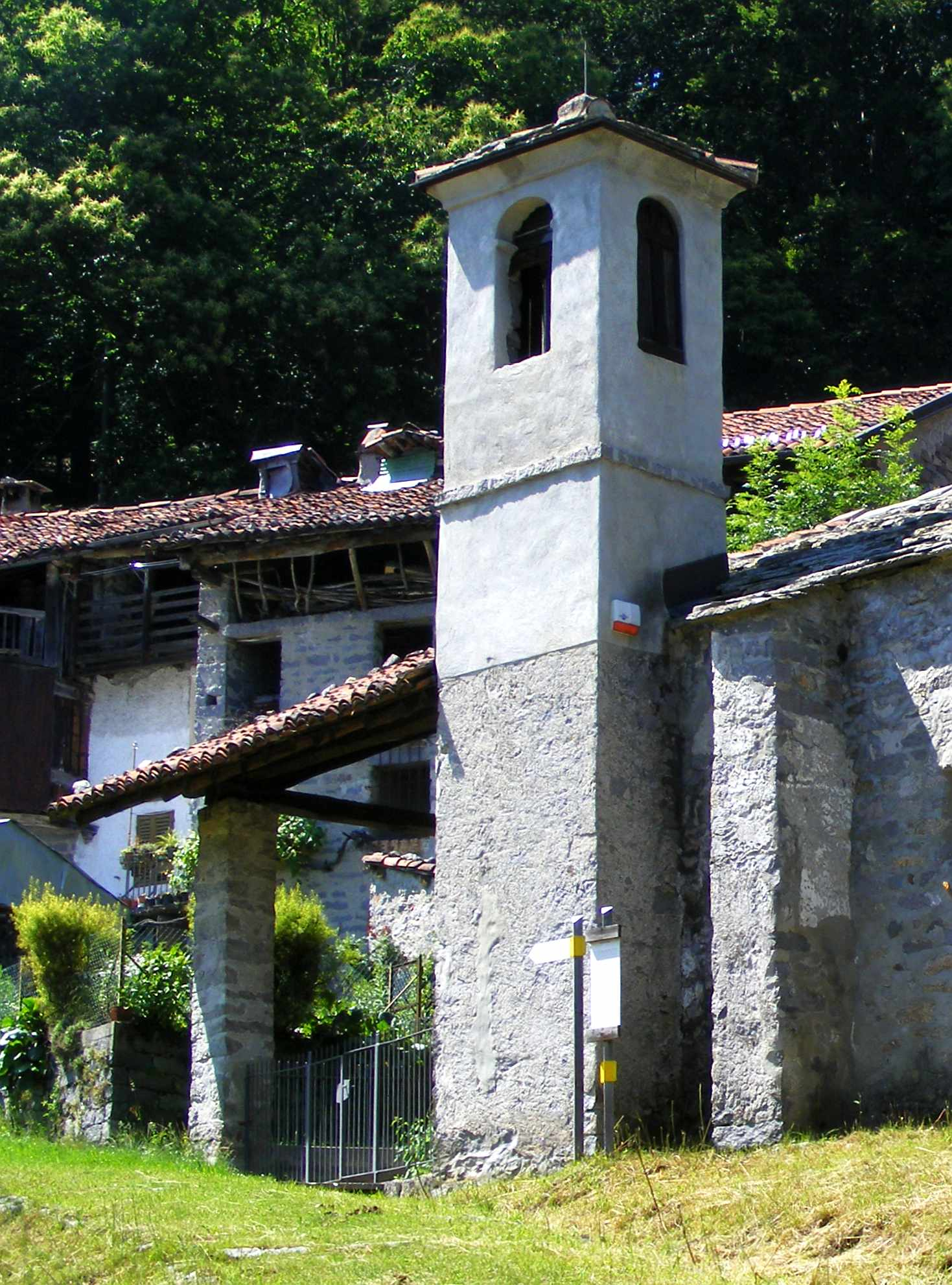
Santa Maria di Pediclosso

### Architetture religiose
- Chiesa parrocchiale: dedicata ai santi Bernardo e Giuseppe risale al tardo Rinascimento e fu rimaneggiata nel Seicento; al suo interno ospita un pregevole polittico di Bernardino Lanino, datato 1565 La torre campanaria è della metà del XVII secolo
- Santuario di San Giovanni d'Andorno, raggiungibile da un sentiero dal paese, con cinque cappelle votive sul percorso
- Santa Maria di Pediclosso: costruita attorno all'anno Mille viene citata in una bolla papale del 1298[15] ed è la chiesa più antica della zona, raggiungibile da un comodo sentiero dalla frazione Oretto[16]
- Parrocchiale di Sant'Eusebio (frazione Riabella): è intitolata anche alla Madonna di Oropa. L'erezione a parrocchia risale a poco prima di metà Ottocento. Anche l'attuale edificio sacro risale al XIX secolo; il campanile fu finito di costruire nel 1854 mentre per il completamento della chiesa si dovettero attendere altri vent'anni.
 Pregevole la pala d'altare di Luigi Ciardi che rappresenta Sant'Eusebio mentre presenta la Madonna d'Oropa al popolo[17]

### Architetture civili
- Ponte pedonale sul Cervo (XVIII secolo), oggi affiancato da un ponte veicolare risalente agli anni trenta.
- Scuole tecniche (Alessandro Mazzucchetti), costruite tra il 1860 e il 1870.

## Società

### Evoluzione demografica
Negli ultimi cento anni, a partire dal 1921, la popolazione residente si è ridotta del 75 %.
Abitanti censiti

## Amministrazione

### Fino al 31 dicembre 2015

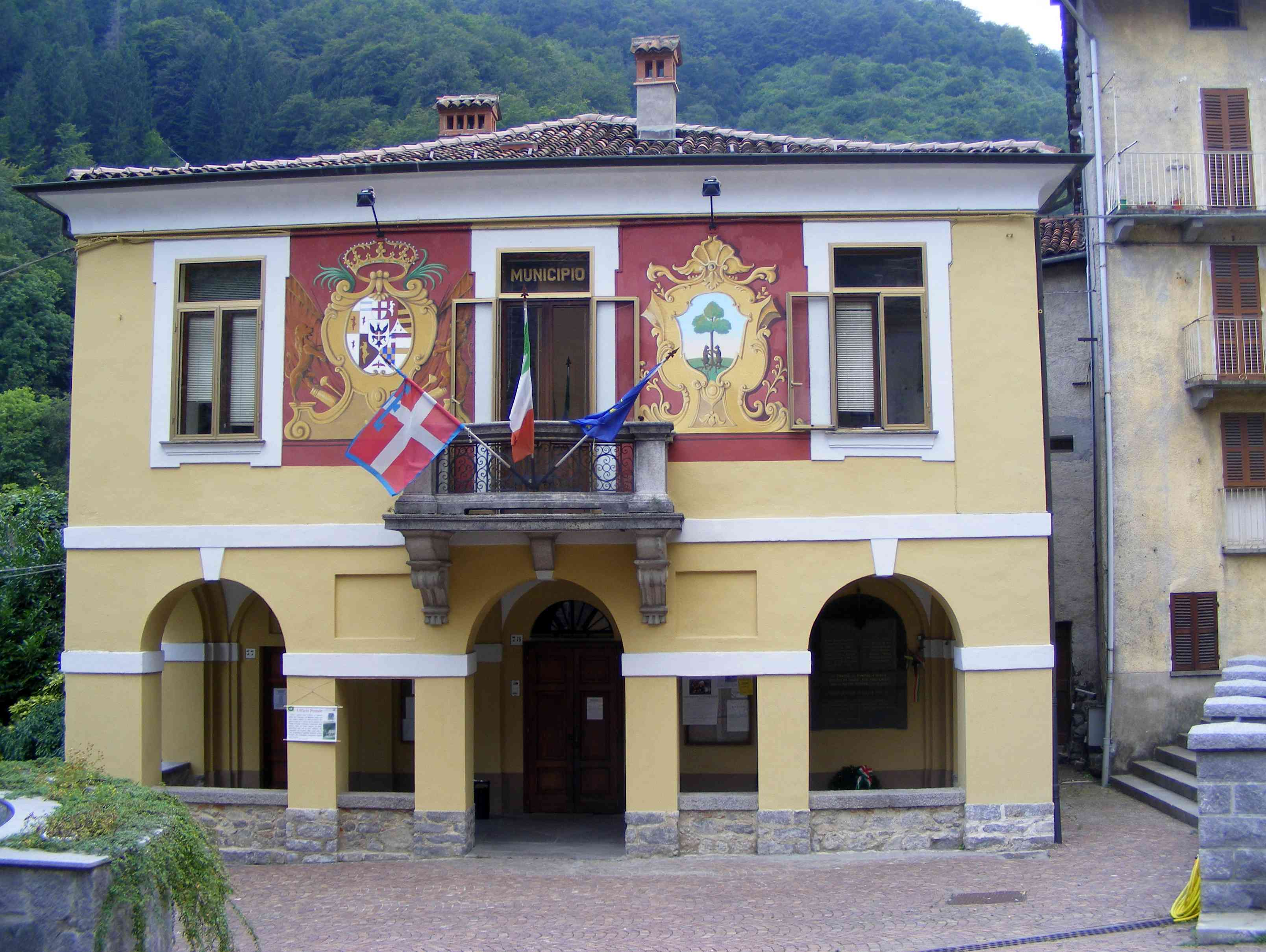
Il municipio

| Periodo | Periodo          | Primo cittadino    | Partito                                    | Carica  | Note                                                  |
| ------- | ---------------- | ------------------ | ------------------------------------------ | ------- | ----------------------------------------------------- |
| 2004    | 2009             | Adriana Bava       | lista civica                               | Sindaco | I mandato                                             |
| 2009    | 2014             | Adriana Bava       | lista civica Per la Bursch Campiglia Cervo | Sindaco | II mandato                                            |
| 2014    | 31 dicembre 2015 | Pier Luigi Touscoz | lista civica Per la Bursch                 | Sindaco | Cessato dall'incarico per la nascita del nuovo comune |

### Dal 1º gennaio 2016
| Periodo         | Periodo   | Primo cittadino | Partito | Carica      | Note                                          |
| --------------- | --------- | --------------- | ------- | ----------- | --------------------------------------------- |
| 1º gennaio 2016 | in carica | Cristina Lanini |         | Comm. pref. | Nuovo comune commissariato fino alle elezioni |

### Altre informazioni amministrative
Campiglia fece parte a cominciare dal 1973 della Comunità montana Alta Valle Cervo assieme ai comuni di Piedicavallo, Rosazza, Quittengo e San Paolo Cervo. Tale comunità montana fu in seguito accorpata dalla Regione Piemonte con la Comunità montana Bassa Valle Cervo, andando a formare la Comunità Montana Valle Cervo.